# سروس
بلدية سيروس (بالكاتالانية: Seròs) هي بلدية تقع في قطلونيا في إسبانيا.